# Engelbrecht (limburgisches Adelsgeschlecht)

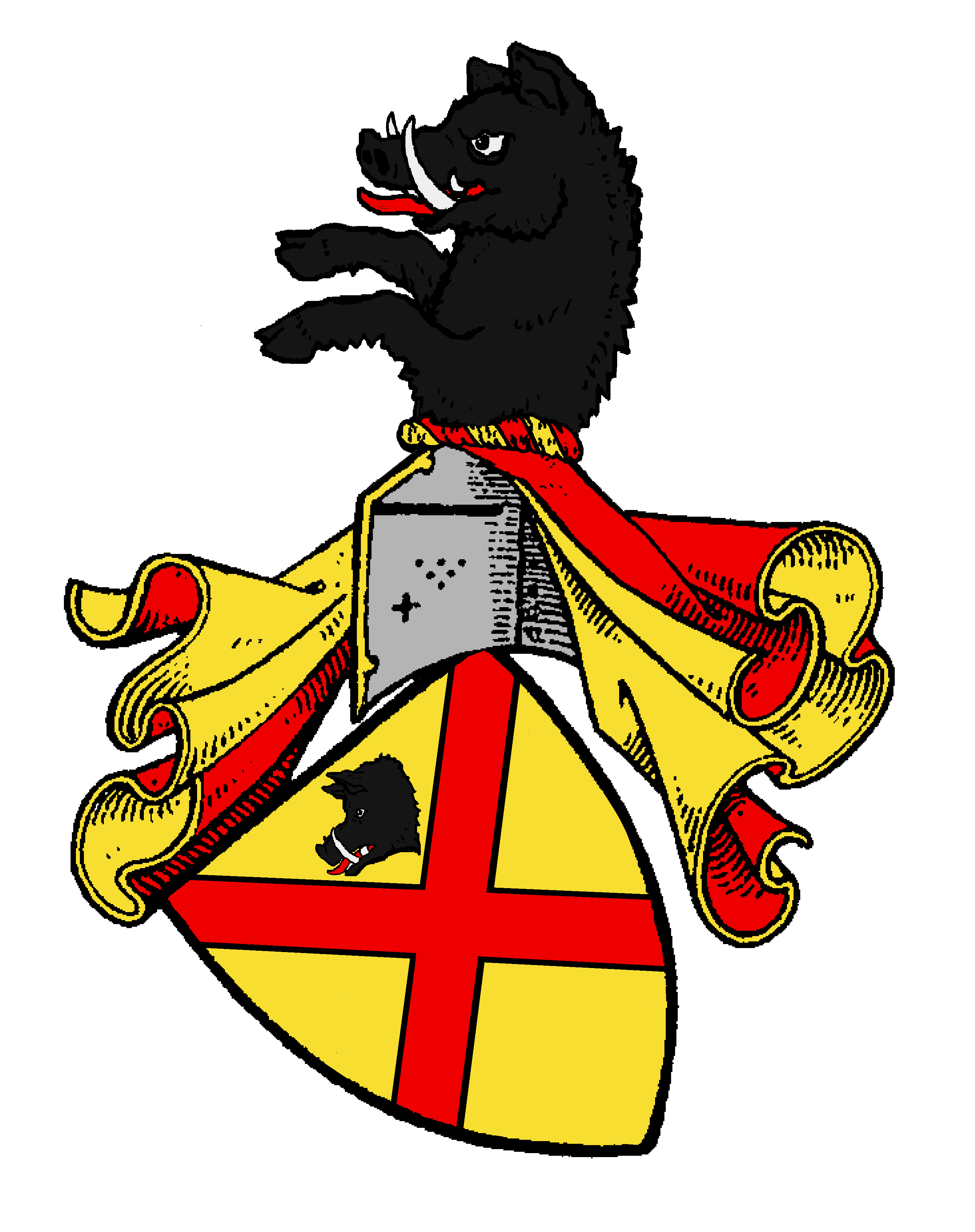
Wappen der Engelbrecht

Engelbrecht, ist der Name eines aus dem Limburgischen stammenden alten Geschlechts, das sich noch im ausgehenden Mittelalter nach Aachen und Köln, späterhin auch nach Amsterdam ausbreitete, wohl aber noch im 17. Jahrhundert im Mannesstamm erloschen ist.
Es besteht keine Stammesverwandtschaft zu den ebenfalls nobilitierten Engelbrecht aus Stralsund und den Engelbrecht, welche in Nordhausen ihren Ursprung nehmen. Wohl aber besteht zu den letztgenannten teilweise Wappenverwandtschaft, ebenso wie zu einem älteren elsässischen gleichnamigen Adelsgeschlecht Engelbrecht, welches wenigstens von 1260 bis 1495 urkundlich in Erscheinung trat. Eine Stammesverwandtschaft mit den zuletzt genannten kann zumindest nicht ausgeschlossen werden.

## Geschichte
Die Engelbrecht sind gegen Ende des 15. Jahrhunderts aus Hergenrath nach Aachen eingewandert, wo sie dem Patriziat angehörten und bereits zu Beginn des 16. Jahrhunderts in der Zunft der Adeligen, der Sternzunft, organisiert waren. Im 16. Jahrhundert besaßen sie das Gut Hasselholz bei Aachen. Über Einheirat erfolgte 1561 auch die Aufnahme in die Frankfurter Adelsgesellschaft Alten Limpurg. Ein Zweig der Familie machte sich in Montjoie, ein weiterer in Köln sesshaft.

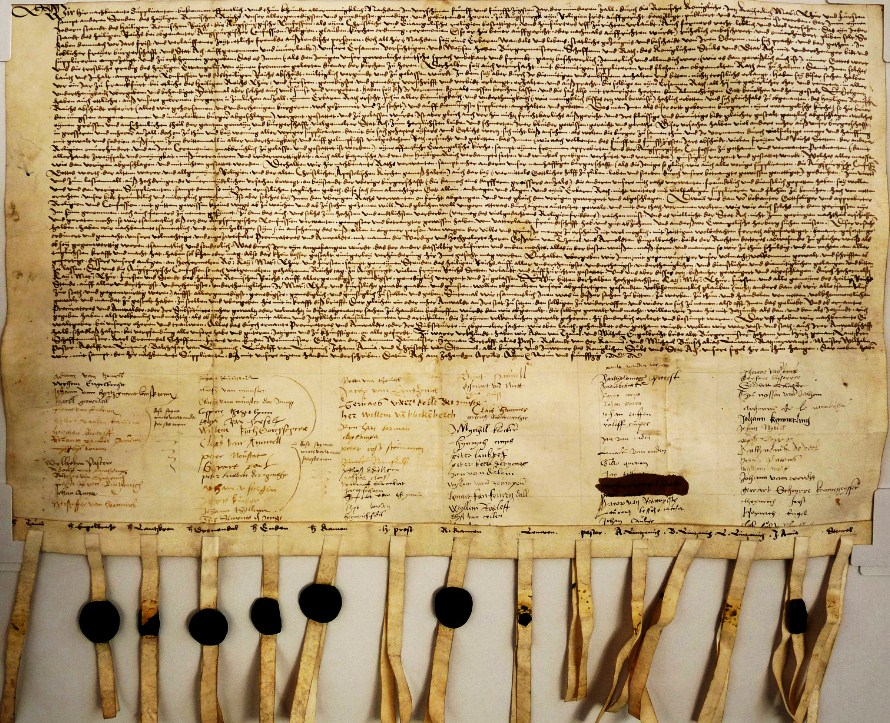
Aachener Supplik an den Kaiser und die Mitglieder des Reichstages vom 10. April 1559: Die Stadt sei Mitglied des Reichstages, mithin Reichsstand, und habe damit das Recht der freien Wahl einer anderen Konfession bzw. der Zulassung auch der Protestanten zu den Ratsämtern. Zweite Unterschrift von Wilhelm Engelbrecht, ehemaligem Aachener Bürgermeister; von ihm auch ein Siegel (das erste erhaltene von links).

Einer der Hauptgründe der frühen Übersiedlung nach Aachen dürfte der Kupferbergbau bzw. in Folge daraus der Aufschwung der Messingwerke gewesen sein. Die Engelbrecht gehörten in Aachen zu den führenden und wohlhabendsten Kupfermeistern und Patriziergeschlechtern und mehrere ihrer Mitglieder wurden mehrfach zum Bürgermeister der Reichsstadt Aachen gewählt. Von Aachen breitete sich die Familie weiter aus. Anton Engelbrecht und Justian Engelbrecht ließen sich nach der Gegenreformation in Hamburg nieder. Die Brüder Bonaventura Engelbrecht und Melchior Engelbrecht, Söhne des Simon Engelbrecht aus Jülich erhielten am 28. September 1653 von Kaiser Ferdinand III. in Regensburg die Anerkennung des Reichsadelsstandes zuzüglich einer Wappenbesserung. Zuletzt blühte die Familie in Amsterdam, wo 1695 mehrere Geschwister Engelbrecht urkundlich genannt wurden.

## Angehörige

### Stammlinie des Stammes Aachen-Amsterdam
1. Johann Engelbrecht, besaß in Aachen das Haus zum Bär auf dem Kolrum, erwarb 1495 auch das Haus zum Lindwurm
  1. Wilhelm Engelbrecht († 1518), urkundlich 1500–1516, Mitglied der Sternzunft (Zunft der Adeligen) und der Bockzunft (Zunft der Gelehrten; 1412 als Gesellschaft von Lewenberg gegründet) in Aachen,[6] 1516 Schöffe in Aachen[7] ⚭ NN Düppengiesser
    1. Simon Engelbrecht (1554 †), 1540–1541 Bürgermeister von Aachen, 1530 Herr auf Gut Hasselholz, durch Heirat anteilig Herr auf Gut Hasselholz und ⚭I Katharina Wilreman, Tochter des Nicolas Wilremann, Herr auf Hasselholz,[8] ⚭II Mechthild Parys von Raboitrade (* 1508; † nach 1555)
      1. Wilhelm Engelbrecht (* 1519; † zw. 1568/1571), 1553 Rentmeister, 1554–1555 Bürgermeister von Aachen, ⚭ Agnes Parys von Raboitrade, († nach 1578)
        1. Simon Engelbrecht (* 1532), 1590–1595 Bürgermeister von Aachen, bis 1574 Herr auf Gut Hasselholz, Besitzer von Haus Lieck,
          1. Mechthild Engelbrecht ⚭ vor 1602 Stefan de Blanche († vor 1631)
          2. Hans Leonhard Engelbrecht († nach 1598)
          3. Casper Engelbrecht († nach 1627)
            1. ?Susanna Engelbrecht
            2. Simon Engelbrecht (* 1606, † nach 1655), wohlhabender Seidenhändler, lebte bereits 1631 in der Keysersgracht (teuerste/beste Straße in Amsterdam), 1637/38–1642/1644 Direktor der Stadsschouwburg Amsterdam, ⚭ 1631 Allegonda (Aaltje) Schabanck (Schaafbanck) (* 1602)[9]
              1. Anna Maria Engelbrecht (* 1632; † vor 1695)
              2. Elisabeth Engelbrecht (* 1636; † nach 1695), ⚭ 1665 Caspar Wachtendorp (* Lienden 1639; † nach 1695), Pfarrer in Deurne und Vlierden Nord-Brabant
              3. Anna Engelbrecht (* 1638; † nach 1695)
              4. Casper Engelbrecht (* 1640; † 1669)
              5. Allegonde Engelbrecht (* 1645; † vor 1695)
              6. Simon Engelbrecht (* 1648; † nach 1695)
              7. Susanna Engelbrecht (* 1652; † nach 1695)
              8. Maria Engelbrecht (* 1655; † nach 1695), ⚭ 1679 Andries de Wit (* 1650; † vor 1695), Kaufmann
              9. Johanna Engelbrecht (* 1557; † vor 1695)

          4. Jakob Engelbrecht († 1621), Mitglied der Sternzunft in Aachen, Kaufmann in Amsterdam, ⚭ Ottilia Düppengießer
            1. Johann Engelbrecht (* 1602), ⚭I Margarethe Danckers (* 1607; † vor 1642), (⚭II vor 1642 Anna Schurings)
              1. Odilia Engelbrecht (* 1630, † vor 1681), ⚭ 1653 Johannes Hoogvelt (* 1626)
              2. Elisabeth Engelbrecht (* 1631), ⚭ 1653 Elias Nolet (* 1630; † 1690)
              3. ?Johannes Engelbrecht (* 1642)

            2. Johann Adolf Engelbrecht (* 1613)

        2. Gerhard Engelbrecht, (nach † 1572), ⚭ Lucia
        3. Katharina Engelbrecht, ⚭ Peter Kern, († nach 1578)

      2. Simon Engelbrecht, 1577–1578 Bürgermeister von Aachen, 1581 Rentmeister, 1572 Herr auf anteilig Gut Haselholz, ⚭ Eva von Bree
      3. Leonhard Engelbrecht, 1581 Weinmeister in Aachen, ⚭ Gertrud
      4. Kasper Engelbrecht († vor 1581), 1576 Ratsverwandter in Aachen

  2. Johann Engelbrecht,
  3. Lorenz (Lenz) Engelbrecht († nach 1509), verglich sich 1491 mit der Stadt Aachen

### Fragmente und Einzelpersonen
1. Arnold Engelbrecht († 1577), 1542–1555 Kanonikus des Aachener Marienstifts, 1559 Dr. jur., Syndikus von Frankfurt a.M., ⚭ 1561 Maria Fichardt († 1568; 27-jährig), Tochter des Frankfurter Staatsmannes Johann Fichard (1512–1581; 1541 Reichsadelsbrief),[10] über diese Einheirat 1561 Aufnahme in die Frankfurter Adelsgesellschaft Alten Limpurg (einziger stimmberechtigter Vertreter der Familie darin),[11] ⚭II 1569 Christiane von Günterod[12]
  1. Den beiden Söhnen aus erster Ehe, Arnold Engelbrecht (* 26. September 1566, † 4. April 1593) und Johann Sigismund Engelbrecht, welche laut ihrem Großvater mütterlicherseits, Johann von Fichard, „so blöden Gesichtes“ gewesen seien, dass sie „weder zum Handel und noch weniger zum städtischen Dienste taugten“, setzte ihr Großvater Fichard testamentarisch auf Lebenszeit ein Kapital von 8000 Gulden aus, von dessen Zinsen sie standesgemäß versorgt waren.[13]
2. Simon Engelbrecht aus Jülich
  1. Bonaventura Engelbrecht, 1605 Händler in Hamburg, 1641 in Wilna, 1653 kaiserliche Adelsbestätigung mit Wappenbesserung
  2. Leonhard Engelbrecht († vor 1653)
  3. Melchior Engelbrecht, 1653 kaiserliche Adelsbestätigung mit Wappenbesserung
    1. ?Melchior Engelbrecht (* 1641), studierte in Leiden

1. Anton Engelbrecht († vor 1626), 1589–1612 Diakon und Ältester der reformierten Gemeinde in Stade, Tuchhändler in Hamburg ⚭ Margarethe Pels
  1. Bartholomäus Engelbrecht
  2. Wilhelm Engelbrecht

## Wappen
Das Wappen zeigt in Gelb ein rotes Andreaskreuz, im oberen Winkel einen schwarzen Eberkopf. Auf dem Helm mit rot-goldenen Decken ein schwarzer Eber wachsend. Durch die kaiserliche Wappenbesserung am 28. September 1653 kam die Helmkrone und darüber ein schwarzer Adlerflug hinzu, dazwischen der althergebrachte wachsende Eber.